# NGC 1404
NGC 1404 ist eine Elliptische Galaxie mit aktivem Galaxienkern im Sternbild Fornax an der Grenze zum Sternbild Eridanus am Südsternhimmel. Sie ist schätzungsweise 82 Millionen Lichtjahre von der Milchstraße entfernt und hat einen Durchmesser von etwa 85.000 Lichtjahren. Unter der Katalognummer FCC 219 ist sie als Mitglied des Fornax-Galaxienhaufens gelistet.
Im selben Himmelsareal befinden sich u. a. die Galaxien NGC 1389, NGC 1396, NGC 1399, NGC 1408.
Die Typ-Ia-Supernovae SN 2007on und SN 2011iv wurden hier beobachtet.
Das Objekt wurde am 28. November 1837 von dem britischen Astronomen John Herschel entdeckt.